# Finstilt
Finstilt är en text skriven med liten grad, det vill säga storlek. Begreppet har, framför allt i formen det finstilta, kommit att användas för en del av ett kontrakt, avtal eller liknande som innehåller en mängd detaljer utöver överenskommelsens huvuddrag. Innebörden är att det finstilta innehåller undantag, förbehåll eller särskilda villkor som minskar omfattningen eller nyttan av den tjänst eller produkt köparen tror att hon får. Till exempel kan det finstilta friskriva säljaren från ansvar i ett stort antal situationer. Begreppet har också associerats med ett onödigt krångligt språk; även där kan syftet misstänkas vara att köparen ska ha svårt att förstå överenskommelsens verkliga innehåll.
I TV-reklam har begreppet finstilt kommit att användas för snabbt förbipasserande text som på samma sätt begränsar erbjudandets giltighet.
Ordet noterades enligt Svenska Akademins ordbok första gången i svenskan 1901, men då endast i den bokstavliga betydelsen: tidningar tryckta med liten stil. Ett äldre, närliggande uttryck är fintryck. I Svensk författningssamling föreskrivs 1836 att "... det så kallade Fin-trycket (å en sedel) .. innehåller stadgandet om ansvar och straff för efterapning eller förfalskning."

## Exempel
- Läs det finstilta innan du hyr bil. Annika Creutzer om lockande erbjudanden Aftonbladet.se 2009-07-15.